# 希坡律陀
羅馬的希坡律陀，或譯為依玻里多（希臘文：Ἱππόλυτος；拉丁語：Hippolytus；約170–235年）是羅馬的一位主教，也是第二至第三世紀最重要的基督教神學家之一。根據君士坦丁堡的佛提烏《群書摘要》（Bibliotheca）（cod. 121）的說法，他是愛任紐的門徒。但其來源、身份和著作對學者和歷史學家來說仍然難以捉摸，古代教會文學著名歷史學家，包括該撒利亞的優西比烏和耶柔米，都公開承認他們無法從希坡律陀的著作確定他在何處擔任領導職務。
一種較早的理論認為希坡律陀是3世紀初羅馬教會的長老，並與當時的教宗發生衝突，似乎領導了一個與羅馬主教（即教宗）對立的分裂團體，從而成為反教宗。根據教宗達瑪穌一世撰寫的希坡律陀墳墓上的銘文，他在擔任長老期間是諾瓦提安派的追隨者。然而，他在死前與教會和解，作為殉道者去世。
教宗庇護四世將他認定為「聖希坡律陀」（Saint Hippolytus）及「本都管區的主教」（Bishop of Pontus），他在亞歷山大·塞維魯的統治下殉道，這是通過在羅馬的聖老楞佐教堂發現的一座雕像上的銘文得知，並在梵蒂岡保存。

## 生平
關於他的生平所知甚少。一種維多利亞時代的理論認為，他在教宗则斐琳（199–217 年）的羅馬教會下作長老。希坡律陀以其學識和口才而著稱，這個時期，年輕俄利根聽到了他的講道。
在這種觀點中，希坡律陀指控教宗則斐琳的神格惟一論，這種異端認為父和子的名稱僅僅是同一主體的不同名稱。希坡律陀支持希臘辯護者的道成肉身教義，最著名的是殉教者游斯丁，該教義區分了父與道（Logos）。作為一位道德保守派，他對教宗加理多一世（217-222年）對犯下通姦等嚴重罪行的基督徒給予赦免時，他感到非常震驚。
些人認為希坡律陀本人主張明顯的嚴厲主義。在這個時期，他似乎允許自己被選為罗马的對立教宗，並繼續攻擊教宗烏爾巴諾一世（222-230年）和教宗彭谦（230-235年）。無論希坡律陀是主教還是長老，他都用希腊语寫下對教宗加理多一世的攻擊，並向說希臘語的人發表講話。然而，沒有證據表明他對拉丁语教會進行了任何攻擊。
在這種觀點下，在馬克西米努斯·色雷克斯皇帝統治期間的迫害中，希坡律陀和教宗彭谦於235年一起被流放到撒丁島採礦、服苦役，可能在礦山中死去。很可能在他死之前，他與羅馬教會和解，因為在教宗法比盎（Pope Fabian）（236-250年）任內，他的遺體和教宗彭谦的遺體被帶回羅馬。根據《354年編年史》（Chronography of 354）的副本《利比里亞目錄》（Liberian Catalogue）報導，兩具遺體於8月13日被安葬在羅馬，希坡律陀的遺體在提布提納道的一個墓地中，他的葬禮由懺悔者游斯丁（Justin the Confessor）主持。這份文件表明，到約255年，希坡律陀被視為殉道者，並給予他祭司的地位，而非主教，這表明在他死之前，這位分裂者再次被接納進入教會。

## 傳說
希坡律陀的名字出現在早期教會的各種圣人傳記和殉道者資料中。與其他以希坡律陀為同名的基督徒相比，關於作家希坡律陀生平的事實最終在西方丟失，部分原因可能是他用希臘語寫作。教宗達瑪穌一世將自己著名的詩句之一獻給一位名為希坡律陀，並提到是諾瓦提安派主義分裂的一位牧師，這一觀點在5世紀由普魯登修斯在他的《聖希坡律陀的殉道》（"Passion of St Hippolytus"）中進一步提出。在7世紀和8世紀的殉道者資料中，他被描繪為羅馬的聖老楞佐的士兵，這一傳說在羅馬的祈禱書（"Breviary"）中長期存在。他也曾與一位同名的殉道者混淆，該殉道者被埋葬在波圖斯（Portus），據信他曾是該城的主教，並被淹死在深井中。
根據普魯登修斯的讚美詩，殉道者希坡律陀被野馬拖死，這與神話中希坡律陀在雅典被野馬拖死的故事有著驚人的相似之處。普鲁登修斯描述了聖人的地下墳墓，並表示他在那裡看到了一幅代表希坡律陀被處決的畫像。他還確認 8 月 13 日是慶祝希坡律陀的日期，保存在東正教的禮儀書《Menaion》 中。
後者的說法使希坡律陀被視為馬的守護聖者。在中世紀，生病的馬被帶到英格蘭赫特福德郡的聖伊波利提斯（St Ippolyts），那裡有一座專門獻給他的教堂。

## 著作
有關作家希坡律陀的著作存在爭議。在維多利亞時代，學者們聲稱他的主要作品是《反駁所有異端》（Refutation of all Heresies）。在其十卷中，第一卷是最重要的。它早已為人所知，並以《Philosophumena》的名義印刷在奧利根的著作中。第二卷和第三卷已遺失，第四至十卷在1842年於阿索斯山的一座修道院中發現，未署名。於1851年以《Philosophumena》的名義出版，並將其歸於亞歷山大的俄利根作品。最近的學術研究更傾向於將該文本視為一位不知名作者的作品，可能是羅馬人。

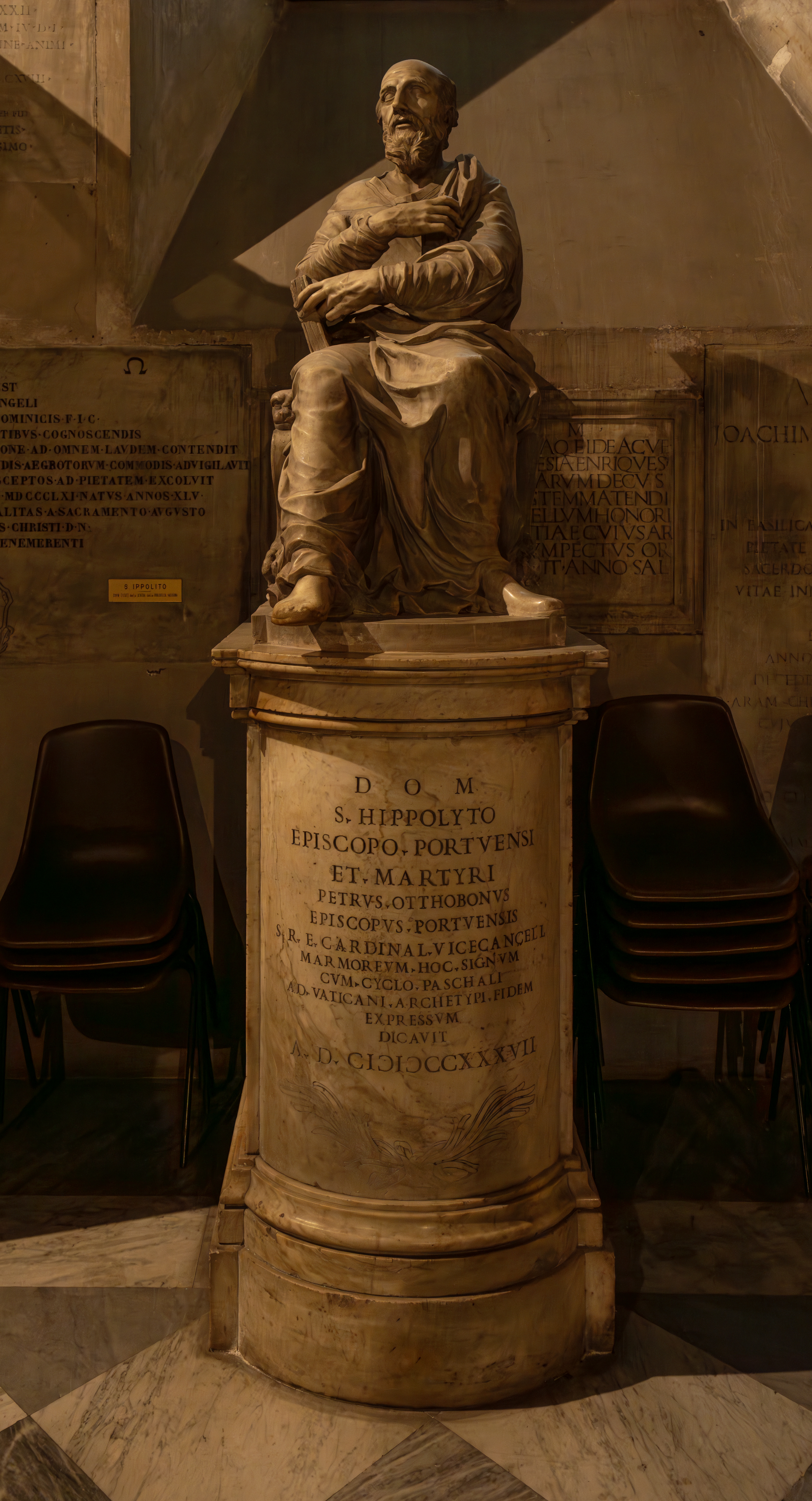
發現於 1551 年的羅馬雕塑，被認為是希坡律陀。

1551年發現的一座坐姿雕像（最初是女性，可能象徵著某種科學的化身）據說是在提布提納道（Via Tiburtina）的墓地中發現的，並經過大量修復。座椅的兩側雕刻著一個逾越節（復活節）週期（Paschal cycle），背面則刻有希坡律陀的多部著作的標題。許多其他作品記錄於該撒利亞的優西比烏和耶柔米的著作中。
希坡律陀的豐富著作中，其主題多樣性可與俄利根的作品相比，涵蓋了釋經學、講道學、護教學和論戰、編年史及教會法等領域。《使徒傳統》（"The Apostolic Tradition"）如果是希坡律陀的作品，它記錄了對聖母瑪利亞的首次禮儀性提及，作為主教的任命儀式（episcopal ordination）的一部分。
被歸於希坡律陀的釋經作品中，保存最完好的有《但以理書註釋》和《雅歌註釋》。這是最早得到證實的基督教對雅歌的解釋，只涵蓋了前三章到《雅歌》三7。
對雅歌的註釋在兩份《格魯吉亞基督宗教手稿》（Georgian manuscripts）中倖存下來，一份是希臘語摘要（epitome），一份是古教會斯拉夫語選集（florilegium） ，以及亞美尼亞語和敘利亞語的片段，以及許多教父引文，尤其是在米蘭的安波羅修對《聖詠集》 118篇 （119篇） 的解釋中。它通常被認為是與聖洗聖事后的油抹儀式有關的指示，作為接受聖神的象徵。該評論最初是作為神秘學（mystagogy）的一部分而寫的，這是對新基督徒的指導。學者們通常認為《雅歌註釋》最初是為復活節期間創作的，復活節是西方人喜歡受洗的季節。希坡律陀為他的註釋提供了一個完整的引言，稱為schema isagogicum，反映了他對古典作品呈現的修辭技巧的深入理解。他採用了一種常見的修辭比喻「造型描述」（ekphrasis） ，在希臘羅馬住宅的牆壁或地板上使用圖像，在地下墓穴中用作繪畫或馬賽克。俄利根認為這首歌應該留給靈性成熟的人，學習它可能對新手有害。
學者們普遍將一部現在稱為《使徒傳統》（"Apostolic Tradition"）的作品歸於希坡律陀，該作品包含已知的最早的任命儀式。希坡律陀的影響主要體現在他的編年史和教會法著作中。他的世界編年史，涵蓋了從創世到234年的整個時期，為東西方的許多編年史作品奠定了基礎。當前天主教會的主教任命儀式（episcopal ordination）源於《使徒傳統》（"Apostolic Tradition"），並由教宗聖保祿六世更新。此外，《使徒傳統》（"Apostolic Tradition"）的第21章包含可能是原始使徒信經的內容。
在 3 世紀以來在東方興起的教會法大彙編中，許多教會法規則被歸於希坡律陀，例如在《希坡律陀法規》（"Canons of Hippolytus"）或《使徒憲章》（"Apostolic Constitutions"）。這些材料中有多少是真正屬於他的，有多少是經過加工的，以及有多少是錯誤歸屬於他的，現在已無法確定，然而大量材料被納入《法典》（"Fetha Negest"），該法典曾作為埃塞俄比亞法律的憲法基礎——在那裡他被稱為阿布利德斯（Abulides）。在20世紀初，名為《埃及教會法》（"The Egyptian Church Order"）的作品被認定為《使徒傳統》（"Apostolic Tradition"），並歸於希坡律陀的著作；目前這一歸屬受到激烈爭議。
風格和神學上的差異使一些學者得出結論，某些歸於希坡律陀的作品實際上源自第二位作者。
兩部規模雖小但可能很重要的作品，《基督的十二使徒》（"Twelve Apostles of Christ"）和《基督的七十使徒》（"On the Seventy Apostles of Christ"），常常被忽視，因為手稿在大多數教會時期遺失，然後在19世紀於希臘被發現。這兩部作品被納入希坡律陀的著作的附錄中，收錄在早期教父的豐富合集裡。關於七十使徒的作品值得注意，因為它可能是早期的資料來源。
學術界對希坡律陀的核心真實文本達成共識：這些是聖經註釋，無論對他的生平或其傳記的確切日期存在爭議。包括《但以理書註釋》、《論大衛與歌利亞》、《雅歌註釋》（部分現存）、《論以撒和雅各的祝福》和《論敵基督》。這些為探索和理解他的神學和聖經教義提供了堅實的基礎。

## 末世論
希坡律陀是基督教末世論（Christian eschatology）發展的重要人物。在他的聖經綱要和專題研究《論基督和敵基督》（"On Christ and the Antichrist"）和《但以理書註釋》（"Commentary on the Prophet Daniel"）中，希坡律陀對基督的第二次降臨給出了他的解釋。
隨著塞普蒂米烏斯·塞維魯統治期間迫害的開始，許多早期基督教作家處理了啟示災難末世論的主題。《論基督與敵基督》是最早的作品之一。人們認為希坡律陀通常受到愛任紐的影響。然而，與愛任紐不同，希坡律陀專注於預言對他自己時代教會的意義。在所有教義作品中，《論基督與敵基督》以完整的狀態保存下來，並可能是在約202年寫成。
希坡律陀遵循長期以來的用法，將但以理的七十個預言週解釋為字面年份的週。希坡律陀對第二章和第七章的預言進行了解釋，他與其他教父一樣，特別將其與巴比倫人、波斯人、希臘人和羅馬人相關聯。他對事件及其意義的解釋是基督論。
希坡律陀並不認同第二次降臨即將來臨的信念。在他的《但以理書註釋》（"Commentary on the Prophet Daniel"）中，他批評那些預測不久將來第二次降臨的人，然後說從創世紀開始必須經過六千年才能迎來第二次降臨。他還說基督是在亞當之後 5500 年出生的，所以從基督誕生到六千年的圓滿必須經過 500 年，以這種方式結。

## 節日
在東正教，聖希坡律陀的節日是 8 月 13 日，這也是耶穌顯聖容節（Transfiguration）的最後一天（Apodosis）。因為在最後一天（Apodosis），要重複顯聖容的讚美詩，所以聖希坡律陀的節日轉移到前一天或其他方便的日子。東正教也在1月30日慶祝「羅馬聖希坡律陀教宗」（St Hippolytus Pope of Rome）的節日，他可能是同一個人，也可能不是同一個人。
天主教會於8月13日與教宗彭谦共同慶祝聖希坡律陀（St Hippolytus）。聖希坡律陀的節日以前在8月22日作為聖蒂莫修斯（St Timotheus）的同伴之一慶祝，是他8月13日節日的重複，因此在1969年修訂羅馬通用日曆（General Roman Calendar）時被刪除。早期版本的羅馬殉道者（Roman Martyrology）將 8 月 22 日的希坡律陀稱為波多主教（Bishop of Porto）。《天主教百科全書》認為這與波多殉道者行為導致的羅馬長老的混亂有關。沒有進一步的根據，目前尚無法確定後者的記憶是否僅僅與普鲁登修斯的傳說有關，或者一個名叫希坡律陀的人是否真的在波多殉道，後來在傳說中與羅馬的希坡律陀混為一談。本篤會也同意這一觀點的消息來源。
早期版本的羅馬殉道者也在1月30日提到了在安提阿崇拜的希坡律陀，但細節是從羅馬的希坡律陀的故事中借來的。現代版本的《殉教史》（"Martyrology"）沒有提到這位所謂的安提阿的聖希坡律陀。